# Ayako Moriya
Ayako Moriya (jap. 守谷 絢子 Moriya Ayako; ur. 15 września 1990 w Tokio) – była japońska księżniczka, najmłodsza córka księcia Norihito i jego żony, księżnej Hisako. Należy do japońskiej rodziny cesarskiej Takamado. Zanim opuściła rodzinę cesarską, nosiła tytuł Księżniczki Ayako (jap. 絢子女王 Ayako-joō). Jest krewną w linii pobocznej drugiego stopnia 126. cesarza Naruhito. Jej symbolem jest Opornik łatkowaty (jap. 葛󠄀 Kuzu).

## Życiorys

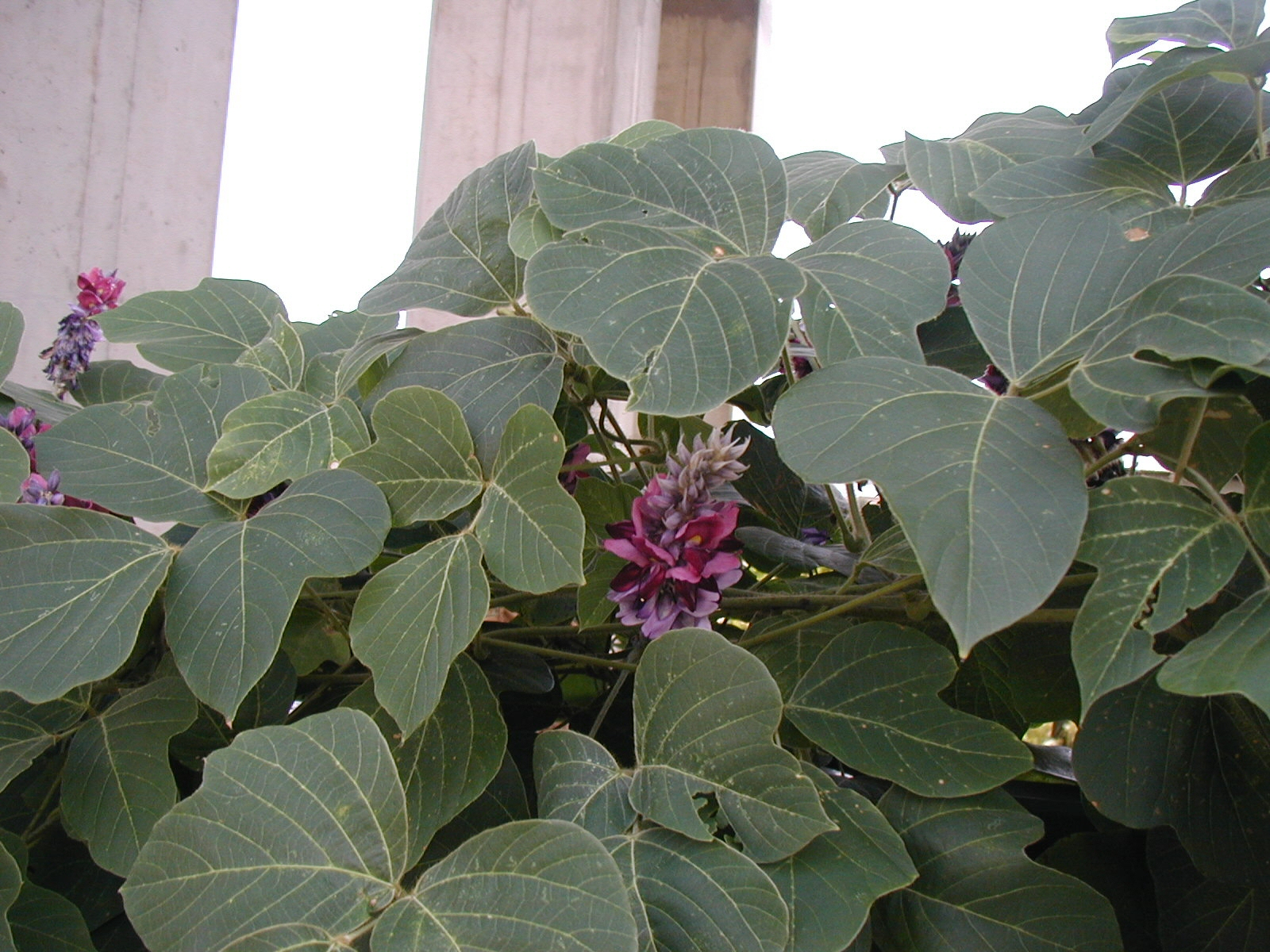
Opornik łatkowaty – symbol księżniczki Ayako

Urodziła się 15 września 1990 roku w szpitalu w Minato, Tokio jako trzecia z córek księcia Norihito i księżnej Hisako. Ma dwie starsze siostry Noriko i Tsuguko.
Ukończyłam studia na Wydziale Pracy Socjalnej na Międzynarodowym Uniwersytecie Josai, po czym została przyjęta na studia podyplomowe. Następnie studiowała za granicą w Camosun College i na Uniwersytecie Kolumbii Brytyjskiej w Kanadzie. Po ukończeniu nauki na JIU, otrzymała tytuł magistra w obszarze opieki społecznej, a następnie została pracownikiem naukowym na Wydziale Badań nad Pracą Socjalną na Uniwersytecie Josai.
Księżniczka Ayako poznała swego męża Keia Moriyame w grudniu 2017 roku. Para zaręczyła się 12 sierpnia 2018 roku, a wzięła ślub 29 października w świątyni Meiji-jingū. Po ślubie Ayako utraciła tytuł księżniczki i opuściła rodzinę cesarską, przyjmując nazwisko męża.
Para ma trzech synów, z których najstarszy urodził się 17 listopada 2019 roku, średni 1 września 2022 roku, a najmłodszy 10 maja 2024 roku.

## Genealogia
| Księżniczki Ayako (Ayako Moriya) | Ojciec: Książę Akishino (Fumihito) | Dziadek: Książę Mikasa     | Pradziadek: Cesarz Taishō              |
| Księżniczki Ayako (Ayako Moriya) | Ojciec: Książę Akishino (Fumihito) | Dziadek: Książę Mikasa     | Prababcia: Cesarzowa Teimei            |
| Księżniczki Ayako (Ayako Moriya) | Ojciec: Książę Akishino (Fumihito) | Babcia: Księżniczka Mikasa | Pradziadek: Masanari Takagi            |
| Księżniczki Ayako (Ayako Moriya) | Ojciec: Książę Akishino (Fumihito) | Babcia: Księżniczka Mikasa | Prababcia: Kuniko Takagi               |
| Księżniczki Ayako (Ayako Moriya) | Matka: Księżniczka Hisako          | Dziadek: Shigejiro Tottori | Pradziadek: Tamesaburō Tottori         |
| Księżniczki Ayako (Ayako Moriya) | Matka: Księżniczka Hisako          | Dziadek: Shigejiro Tottori | Prababcia: Hisashi (Hisayoshi) Tottori |
| Księżniczki Ayako (Ayako Moriya) | Matka: Księżniczka Hisako          | Babcia: Fumiko Tomoda      | Pradziadek: Jirō Tomoda                |
| Księżniczki Ayako (Ayako Moriya) | Matka: Księżniczka Hisako          | Babcia: Fumiko Tomoda      | Prababcia: Moriko Tomoda               |